# Never free
Never free（ネヴァー・フリー）は上原あずみの7枚目のシングル。

## 概要
日本テレビ「映画天国 チネ★パラ」グランドオープニングテーマ。カップリングは表題曲の別バージョンが収録。

## 収録曲

### CD
1. Never free
作詞：上原あずみ　作曲：川島だりあ　編曲：小澤正澄
2. lie
作詞：上原あずみ　作曲・編曲：綿貫正顕
3. Never free 〜original mix〜
4. 秘密 〜SECRET PUSH MIX〜
5. Never free 〜instrumental〜

## 参加ミュージシャン
- 小澤正澄 - ギター
- 大橋雅人（FEEL SO BAD） - ベース
- 山口昌人（FEEL SO BAD） - ドラム
- 綿貫正顕 - ギター